# 陳璸
陳璸（1656年7月14日—1718年11月24日），字文煥，號眉川，廣東海康（今雷州市）人，清朝政治人物，同進士出身。

## 生平
陳璸生於南明永曆十年（1656年）閏五月二十三日。康熙三十三年（1694年）登甲戌科進士，候銓。康熙三十八年（1699年）任福建古田縣知縣。康熙四十一年（1702年）轉任臺灣縣知縣。康熙四十二年（1703年）行取。康熙四十四年（1705年）授刑部主事。次年遷本部員外郎。康熙四十八年（1709年）充會試同考官，即出為四川提督學道。次年任福建分巡台灣廈門道，並重修《臺灣府志》，任內廢除「官莊」租賃收入。康熙五十三年（1714年）擢為湖南巡撫，次年，福建巡撫開缺，康熙帝曰：「陳璸操守清廉，是一正人，但無甚才能，江南地方煩劇緊要，非伊所能。福建地方伊尚熟悉，著調福建巡撫，令速赴任。」，遂於康熙五十四年（1715年）調任福建巡撫。康熙五十七年（1718年）以病乞休，詔慰留之，同年十月初三日，卒於福建巡撫官署，享壽六十三歲。追授禮部尚書，諡清端。雍正八年（1730年）入祀賢良祠。乾隆六年（1741年）十月，恩賜其孫陳子良舉人。

## 著作
有《陳清端公文集》、《陳清端詩集》等書。

## 評價
陳璸為知名的清官，逝世後曾被康熙帝親口讚賞，言曰：「陳璸居官甚優，操守極清。朕亦見有清官，如伊者朕實未見；既從古清官，亦未見有如伊者。」

## 紀念

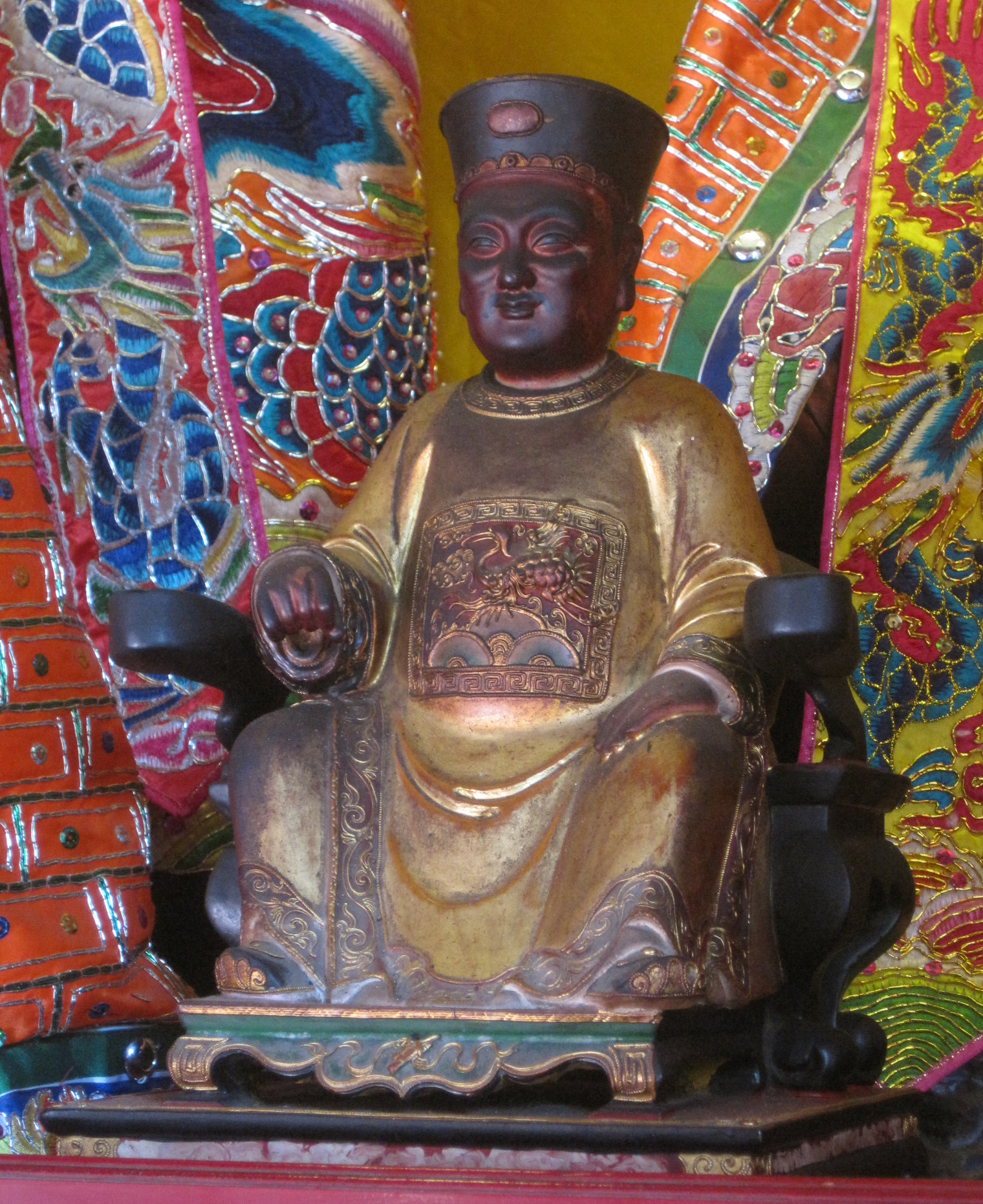
臺南北極殿供奉的陳璸像

- 臺灣臺南市北極殿，便刻有陳璸的神像予以祭祀。該廟亦有陳璸所獻的「辰居星拱」匾，落崁年份是康熙五十二年（1713年）仲冬[2]。
- 臺南孔廟的古物保存暨展覽室內，留有一面陳璸於癸巳年落款的石碑。

## 延伸阅读
[在维基数据编辑]
 《明史卷二百九十四》，出自《明史》
 《清史稿·卷277》，出自趙爾巽《清史稿》